# Municipio de Máximo Gómez
Municipio de Máximo Gómez är en kommun i Kuba.   Den ligger i provinsen Matanzas, i den nordvästra delen av landet, 140 km öster om huvudstaden Havanna.